# Subverse
 (juin 2019).
Si vous disposez d'ouvrages ou d'articles de référence ou si vous connaissez des sites web de qualité traitant du thème abordé ici, merci de compléter l'article en donnant les références utiles à sa vérifiabilité et en les liant à la section « Notes et références ».
Subverse est un jeu vidéo indépendant développé par FOW Interactive, sorti en 2021 en accès anticipé, puis de manière définitive en novembre 2024. Il mêle jeu de rôle, science-fiction et érotisme.

## Trame

### Synopsis
Depuis l'aube des temps, l'humanité regarde le cosmos avec un mélange d'inquiétude et d'émerveillement. En tournant nos yeux curieux vers les étoiles scintillantes qui parsèment notre petite planète bleue, nous nous sommes souvent posé ces éternelle question : 
Sommes-nous seuls dans cet univers ? Qu'y a-t-il là-bas ? Mais plus important encore... Si cette créature existe, est-ce que je peux me la faire ?

### Personnages
Le jeu propose majoritairement des personnages de sexe féminins également appelés « waïfu » en japonais. Le joueur est invité à flirter avec un nombre croissant d'entre elles.  
Grâce au succès de la campagne Kickstarter, ainsi qu'aux différents pallier débloqué, le joueur pourra entretenir des relations avec 10 waïfus différentes allant du sexbot illégal à un général corrompue en passant par une ex star du porno.

## Système de jeu
Le joueur dispose d'un vaisseau spatial qu'il doit développer.

## Développement
Une campagne Kickstarter a été menée et a atteint 1,668626 millions de livre sterling,,.